# Ludum Dare
 (décembre 2022).

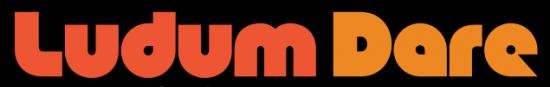
Logo de la Ludum Dare

La Ludum Dare (/ˈluːduːm ˈdare/, nom en latin signifiant « donner un jeu » ; aussi appelée « LD48 » ou « LD » ou encore « LD » suivi de son numéro d'édition) est une compétition de développement de jeux vidéo avec une limite de temps et un thème imposé.
Créée en 2002 par Geoff Howland, la compétition avait lieu trois fois par an jusqu'en 2019. Depuis, pour des raisons d'organisation, il n'y a plus que deux évènements par année.

## Déroulement
À l'origine, l'unique compétition était ce qui est appelé aujourd'hui la « Compo ». Les compétiteurs ont 48 heures (d'où le 48 dans l'ancienne dénomination Ludum Dare 48) pour créer, seul, un jeu sur le thème imposé. Le code et les ressources doivent être produits durant la compétition.
Une fois le temps écoulé, les participants ont trois semaines pour jouer aux jeux produits et les noter.
Aucun prix n'est distribué aux gagnants.
Depuis la Ludum Dare 18 (août 2010) une version plus décontractée appelée « Jam » est organisée. Les différences avec la version originale, aussi appelée « Compo », sont la possibilité d'y participer en équipe, l'extension de la limite de temps à 72 heures et l'utilisation de davantage de ressources qui n'ont pas été créés pendant le temps de la compétition.

## Éditions
| Édition          | Date                           | Thème                                                         | Participants                                                   | Gagnants |
| ---------------- | ------------------------------ | ------------------------------------------------------------- | -------------------------------------------------------------- | --- |
| Ludum Dare #0    | Avril 2002                     | Interaction indirecte                                         |                                                                | Magnetic Fields par Endurion |
| Ludum Dare #1    | 15 juillet 2002                | Gardien                                                       |                                                                | Scarecrow: Heart of Straw par Hamumu |
| Ludum Dare #2    | 8 novembre 2002                | Construction/Destruction (Sous thème : Mouton)                |                                                                | Sheep Town par ShredWheat |
| Ludum Dare #3    | 4 avril 2003                   | Préparation - faite le, laisse le faire                       |                                                                | |
| Ludum Dare #4    | 16 avril 2004                  | Infection                                                     | 341 inscriptions, 67 jeux                                      | Commies! par randomnine |
| Ludum Dare #5    | 15 octobre 2004                | Aléatoire                                                     | 93 inscriptions                                                | Random Dungeon Exploration par Jolle |
| Ludum Dare #6    | 15 avril 2005                  | Lumière et obscurité                                          | 143 inscriptions                                               | Uplighter par Jolle |
| Ludum Dare #7    | 10 décembre 2005               | Croissance                                                    |                                                                | The People par Jolle |
| Ludum Dare #8    | 28 avril 2006                  | Essaims                                                       | 150 inscriptions, 66 jeux                                      | Spatzap aka N/A par DrPetter |
| Ludum Dare #8.5  | 1er janvier 2007               | Lune                                                          |                                                                | |
| Ludum Dare #9    | 27 avril 2007                  | Construisez le niveau auquel vous jouez                       |                                                                | |
| Ludum Dare #10   | 14 décembre 2007               | Réaction en chaine                                            | 158 inscriptions, 52 jeux                                      | Short Fuse par Hamumu |
| Ludum Dare #10.5 | 23 février 2008                | Bizarre / Surprenant / Inattendu                              |                                                                | |
| Ludum Dare #11   | 18 avril 2008                  | Minimaliste                                                   | 71 jeux                                                        | Strong AI par mrfun/SethR |
| Ludum Dare #12   | 8 août 2008                    | La tour                                                       | 57 jeux                                                        | Rise Of The Owls par Hamumu |
| Ludum Dare #13   | 5 décembre 2008                | Route                                                         | 59 jeux                                                        | Rara Racer par increpare |
| Ludum Dare #14   | 17 avril 2009                  | Advancing Wall of Doom                                        | 123 jeux                                                       | Mind Wall par mrfun/SethR |
| Ludum Dare #15   | 28 août 2009                   | Cavernes                                                      | 144 jeux                                                       | Beacon par ChevyRay |
| Ludum Dare #16   | 11 décembre 2009               | Exploration                                                   | 121 jeux                                                       | Cat Planet par chuchino |
| Ludum Dare #17   | 23 avril 2010                  | Iles                                                          | 204 jeux                                                       | Gaiadi par xerus |
| Ludum Dare #18   | 20 août 2010                   | Ennemis comme armes                                           | 172 jeux                                                       | Fail-Deadly par invicticide |
| Ludum Dare #19   | 17 décembre 2010               | Découverte                                                    | 242 jeux                                                       | Time Pygmy par deepnight |
| Ludum Dare #20   | 29 avril 2011                  | « It’s Dangerous to go Alone! Take this! »                    | 288 jeux                                                       | Appy 1000mg par deepnight |
| Ludum Dare #21   | 19 août 2011                   | Évasion                                                       | 599 jeux                                                       | Flee Buster par ChevyRay (compo) / ESCAPE \ par schonstal (jam)                                                                                |
| Ludum Dare #22   | 17 décembre 2011               | Seul (Bonus: Chatons)                                         | 891 jeux                                                       | Frostbite par saint11 (compo) The Love Letter par axcho - (jam)                                                                                |
| Ludum Dare #23   | 21 avril 2012                  | Petit monde                                                   | 1 402 jeux                                                     | Fracuum par TylerGlaiel (compo) Inside My Radio par TurboDindon (jam)                                                                          |
| Ludum Dare #24   | 24 août 2012                   | Évolution                                                     | 1 406 jeux                                                     | Evoland par ncannasse (compo) X0ut par X0ut (jam)                                                                                              |
| Ludum Dare #25   | 15 décembre 2012               | Vous êtes le méchant (Bonus optionnel : Chèvre)               | 1 328 jeux                                                     | Atomic Creep Spawner!! par deepnight (compo) Ore Chasm par Black Ships Fill the Sky (jam)                                                      |
| Ludum Dare #26   | 27 avril 2013                  | Minimalisme (Bonus optionnel : Pomme de terre)                | 2 346 jeux                                                     | MONO par timtipgames (compo) Leaf Me Alone par Claw (jam)                                                                                      |
| Ludum Dare #27   | 24 août 2013                   | 10 secondes                                                   | 2 213 jeux                                                     | PROBE TEAM par Andrew Shouldice (compo) NXTWPN10 par Graebor (jam)                                                                             |
| Ludum Dare #28   | 13 décembre 2013               | Vous n'en avez qu'un                                          | 2 064 jeux                                                     | One Take par Sheepolution (compo) Titan Souls par Claw (jam)                                                                                   |
| Ludum Dare #29   | 25 avril 2014                  | Sous la surface                                               | 2 497 jeux                                                     | The Sun and Moon par Managore (compo) ScubaBear par _Rilem (jam)                                                                               |
| Ludum Dare #30   | 24 août 2014                   | Mondes Connectés (Bonus optionnel : Salade de pomme de terre) | 2 538 jeux                                                     | Superdimensional par PixelMind (compo) Antbassador par KevinZuhn (jam) et Dominions'n'dominoes par Benjamin (jam)                              |
| Ludum Dare #31   | Décembre 2014                  | Le jeu entier dans un écran                                   | 2 639 jeux                                                     | birdsong par Managore (compo) 90 Second Portraits par _SimonLarsen (jam)                                                                       |
| Ludum Dare #32   | 17-20 avril 2015               | Une arme peu orthodoxe                                        | 2 821 jeux                                                     | BedHogg par 01010111 aka Will Blanton (compo) The Rock the Paper and the Scissors par BIZM (jam)                                               |
| Ludum Dare #33   | 22-24 août 2015                | Vous êtes le monstre                                          | 2 725 jeux                                                     | Writhe: The Thing from the Omega Sector par DragonXVI (compo) Mobs, Inc. par Pietro Ferrantelli (jam)                                          |
| Ludum Dare #34   | 11-14 décembre 2015            | Match nul entre « Contrôle à deux boutons » et « Croissant »  | 2 869 jeux                                                     | Frank & Stein par vegapomme27 (compo) Slash Quest par Big Green Pillow (jam)                                                                   |
| Ludum Dare #35   | 16-19 avril 2016               | Métamorphose                                                  | 2 718 jeux                                                     | Windowframe par Daniel Linssen (compo) The Maitre D par Big SeaDads (jam)                                                                      |
| Ludum Dare #36   | 26-29 août 2016                | Technologies antiques                                         | 1 912 jeux                                                     | |
| Ludum Dare #37   | 9-11 décembre 2016             | Une salle                                                     | 2 390 jeux                                                     | Walkie Talkie par managore (compo) Cancelled Refuge par SinclairStrange (jam) Empty par dustyroom (jam) Xenopunch par Pietro Ferrantelli (jam) |
| Ludum Dare #38   | 22-25 avril 2017               | Un petit monde                                                | 2 900 jeux dont 1104 compo 1841 jam                            | Smalltrek par impbox (compo) Honey Home par Hamdan et Seikun (Jam)                                                                             |
| Ludum Dare #39   | 29 juillet au 1er août 2017    | À court de puissance                                          | 2351 jeux dont 988 compo 1361 jam                              | Vuel, par Jezzamon (compo Apocalyptic Gamer, par Linver et Iceking (jam)                                                                       |
| Ludum Dare #40   | 2-5 décembre 2017              | Plus vous en avez, pire c'est                                 | 2890 jeux dont 1039 compo 1847 jam                             | Permanence par stevenjmiller (compo) Samurai Shaver par DDRKirbyISQ et Xellaya (jam)                                                           |
| Ludum Dare #41   | 21-24 avril 2018               | Combiner 2 genres incompatibles                               | 3053 jeux dont 1031 compo 2022 jam                             | DUNK EM UP! de lukbebalduke (compo) Dark Soil de Pietro Ferrantelli (jam)                                                                      |
| Ludum Dare #42   | 11-14 août 2018                | Se retrouver en manque d'espace                               | 3070 jeux dont 1056 compo 2014 jam                             | Reverse (compo) The Not Very Golden Age of Piracy (jam)                                                                                        |
| Ludum Dare #43   | 1-4 décembre 2018              | Des sacrifices doivent être faits                             | 2517 jeux dont 766 compo 1751 jam                              | Total Party Kill par adventureislands (compo) F R I E N D G U N par Hydezeke (jam)                                                             |
| Ludum Dare #44   | 27-30 avril 2019               | Votre vie est de la monnaie                                   | 2538 jeux dont 721 compo 1817 jam                              | Oink Royale par Skoggy (compo) Coin-Op Kid par Rosy (jam)                                                                                      |
| Ludum Dare #45   | 3-8 octobre 2019               | Commencer sans rien                                           | 2636 jeux dont 729 compo 1907 jam                              | World Collector par Joe Williamson (compo) Lost in Translation par Sheepolution (jam)                                                          |
| Ludum Dare #46   | 18-21 avril 2020               | Gardez-le en vie                                              | 10330 inscriptions, 4959 jeux dont 1383 compo 3576 jam         | Keep It Alive par Ismael Rodriguez (jam) Keep It Alive par danman9914 (compo),                                                                 |
| Ludum Dare #47   | 3-6 octobre 2020               | Coincé dans une boucle                                        | 6662 inscriptions, 3206 jeux dont 800 compo 2406 jam           | GLITCH LOOP par ZakAmana (compo) Chamber par Pedro Medeiros (jam)                                                                              |
| Ludum Dare #48   | 24-27 avril 2021               | De plus en plus profond                                       | 7881 inscriptions, 3866 jeux dont 1145 compo 2721 jam          | ROOTS par TheGreenWorm (compo) Fallums par Logan (jam)                                                                                         |
| Ludum Dare #49   | 2-5 octobre 2021               | Instable                                                      | 5805 inscriptions, 2939 jeux dont 735 compo 2204 jam           | Quantum Splitter (compo) Burning Ravager (jam)                                                                                                 |
| Ludum Dare #50   | 2-5 avril 2022                 | Retarder l'inévitable                                         | 5994 inscriptions, 2900 jeux dont 805 compo 1922 jam 173 extra | Claustrowordia (compo) Shotgun King (jam) |
| Ludum Dare #51   | 1-4 octobre 2022               | Toutes les 10 secondes                                        | 4954 inscriptions, 2420 jeux dont 623 compo 1702 jam 95 extra  | The Sandwicher (compo) Dark Points (jam) |
| Ludum Dare #52   | 6-9 janvier 2023               | Récolte                                                       | 4343 inscriptions, 1692 jeux dont 424 compo 1144 jam 124 extra | Boba (compo) A Day in the Life of Death (jam)                                                                                                  |
| Ludum Dare #53   | 29 avril au 2 mai 2023         | Livraison                                                     | 5993 inscriptions, 2308 jeux dont 491 compo 1719 jam 98 extra  | Rhino Express (compo) Neo City Express (jam)                                                                                                   |
| Ludum Dare #54   | 30 septembre au 3 octobre 2023 | Espace limité                                                 | 4004 inscriptions, 2166 jeux dont 489 compo 1597 jam 80 extra  | Hope Falters (compo) Stretchmancer (jam) |
| Ludum Dare #55   | 13-16 avril 2024               | Invocation                                                    | 4522 inscriptions, 2194 jeux dont 462 compo 1679 jam 53 extra  | Voir Dire (compo) Would you still love me if I was a worm (jam)                                                                                |

### miniLD
En complément, se tient les miniLD (mini Ludum Dare).
| Édition    | Date                      | Thème   | Participants | Gagnants |
| ---------- | ------------------------- | ------- | ------------ | -------- |
| miniLD #73 | mars 2017                 | Music!  |              |          |
| miniLD #74 | 26 juin - 24 juillet 2017 | CoopJam |              |          |

## Jeux marquants
Certains jeux initiés lors des différentes éditions du Ludum Dare ont connu une phase de développement complémentaire et sont devenus des produits commerciaux. C'est le cas des titres suivants :
- (6) Dynamite Jack
- (8) Galcon 2: Galactic Conquest
- (20) TRI: Of Friendship and Madness
- (23) Broforce
- (23) Inside My Radio (en)
- (24) Evoland[85] (gagnant)
- (24) Retro Game Crunch
- (26) Dodge
- (26) Dark Echo
- (26) Gods Will Be Watching[86]
- (26) Leaf Me Alone
- (26) Mini Metro
- (26) QbQbQb
- (26) Velocibox
- (26) Expander
- (27) TIMEframe
- (27) Shutshimi
- (28) Titan Souls
- (28) Orbitalis
- (28) Soccertron
- (28) Porcunipine
- (28) Wondershot
- (29) The Sun and Moon (gagnant)
- (29) Sublevel Zero
- (29) Basement
- (30) One Ship Two Ship Redshift Blueshift
- (31) Please Don't Touch Anything
- (31) ChargeShot
- (31) Circa Infinity (en)
- (31) Arclight Cascade
- (31) Pony Island (en)
- (32) ChromaGun (en)
- (MiniLD 21) Krunch
- (35[87] et 36[88]) The Red Strings Club
- (39) Powernode
- (41) Rhythm Overdrive
- (47) Friday Night Funkin'